# Shawn Daye-Finlay
Shawn Kenneth Daye-Finlay (ur. 24 sierpnia 1990 w Dartmouth) – kanadyjski zapaśnik walczący w obu stylach, zawodnik Uniwersytetu Nowego Brunszwiku.
Piąty na igrzyskach panamerykańskich w 2011. Brązowy medalista na Mistrzostwach Panamerykańskich w Zapasach 2018. Trzeci na igrzyskach frankofońskich w 2013. Zajął 22 miejsce na Uniwersjadzie w 2013.